# Karakol (organisatie)

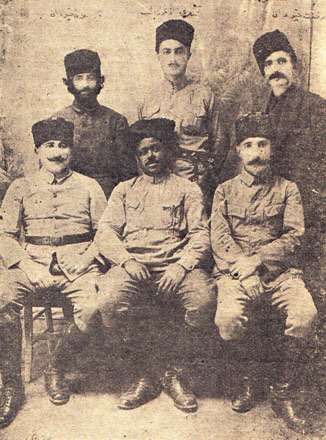
Leden van de Karakol beweging

De Karakol organisatie (Turks: Karakol Cemiyeti) was een geheime, ondergrondse organisatie binnen de Ottomaanse regering van het Ottomaanse Rijk dat opgericht werd na het ondertekenen van de capitulatie op 30 oktober 1918 en twee jaar daarna werd opgeheven door de geallieerden nadat ze overgingen tot de daadwerkelijke bezetting van Istanbul in 1920.
Deze beweging werd eind 1918 opgericht door leden van de Teşkilât-ı Mahsusa (de geheime dienst van de Ottomaanse rijk, opgericht door het Comité voor Eenheid en Vooruitgang). Het doel van de organisatie was om de verzetsbeweging in Anatolisch binnenland te ondersteunen door middel van het sturen van inlichtingen vanuit Istanboel, het sturen van officieren naar Anatolië en materiële ondersteuning zoals munitie en wapens. De verzetsbeweging zou later vanaf mei 1919 geleid worden door Mustafa Kemal Atatürk.
Doordat de hooggeplaatste functionarissen van de CUP en de Teşkilât-ı Mahsusa door de geallieerden opgepakt werden en deze organisaties opgeheven werden, moesten de overgebleven Unionisten overgaan tot een ondergrondse verzetsbeweging. Deze organisatie werd opgezet en geleid door bureaucraten - die voornamelijk bestonden uit Unionisten - die in dienst waren van de Ottomaanse regering en dus volledig moesten meewerken met de geallieerden. Echter, door een tekort aan toezicht van de geallieerden, konden Unionistische bureaucraten het verzetsbeweging voorzien van de nodige steun. Toen de geallieerden eind 1920 overgingen tot de bezetting van Istanboel, werden kopstukken van de Karakol organisatie opgepakt. De overgebleven leden waren genoodzaakt om te vluchten naar Anatolië. Hierna zijn er verschillende, vergelijkbare organisaties opgericht om de verzetsbeweging te ondersteunen. Echter, het waren de (voormalige) Unionisten die tezamen met de Karakol de weg vrij maakte voor de Turkse Onafhankelijkheidsoorlog, nog voordat Mustafa Kemal Atatürk de leiding van de verzet op zich nam, dat uiteindelijk resulteerde in de totstandkoming van de Republiek Turkije in 1923.